# Mularza Noa
La cascata di Mularza Noa è situata nel comune sardo di Bolotana nella Provincia di Nuoro. Rappresenta una delle cascate più famose presenti in Sardegna.
La cascata si trova in territorio di Bolotana nella località Mularza Noa. Questa località è anche un parco comunale attrezzato di particolare pregio paesaggistico e naturalistico (Parco Pabude). 
La cascata ha un’altezza di circa 18 metri ed è alimentata dal fiume Riu Biralotta (conosciuto come: fiume di Ortachis)  che ha la sua sorgente nei pressi dell'altopiano di Ortachis, appena 1500 metri più a monte.                                       
La portata del fiume nei pressi delle cascate può variare da 0 a (nei casi di inverni con le precipitazioni superiori ai 1200 millimetri) 5720 litri al secondo.
Il torrente scorre su un altopiano di origine vulcanica, costituito da bancate di ignimbriti e altri depositi piroclastici. Alcune faglie sono causa di discontinuità del tavolato vulcanico e danno origine al dirupo nel quale si gettano le acque del fiume.
Il rio Biralotta è tra i più grandi affluenti del fiume coghinas.